# IJl baardgras
IJl baardgras (Polypogon fugax) is een eenjarige plant, die behoort tot de grassenfamilie.

## Voorkomen
IJl baardgras komt voor op vochtige plaatsen.
De soort komt van nature voor in Zuidwest Azië. In Nederland is de soort zeer zeldzaam.

## Beschrijving
De polvormende plant wordt 10-75 cm hoog en heeft geknikt omhooggaande stengels, die op de onderste knopen wortels kunnen vormen. Het lijnvormige, 2,5–15 cm lange en 3–10 mm brede blad is aan de boven- en onderkant ruw of aan de bovenkant glad. Het tongetje is 3-8 mm lang.
Het aantal chromosomen is 2n = 42.
IJl baardgras bloeit vanaf april tot in september. De bloeiwijze is een bleekgroene of roodpaarse, 4-15 cm lange, iets gelobde pluim. Het smal langwerpige, lichtgroene, soms paarsachtige aartje is 2–5 mm lang en heeft een 0,2-0,3 mm lang steeltje. De smal langwerpige, uitgerande, 2-5 mm lange kelkkafjes hebben een 1–3 mm lange kafnaald. Het doorzichtige, elliptisch-langwerpige onderste kroonkafje is 1–1,4 mm lang, heeft vier tandjes en een 1,4-2,6 mm lange kafnaald. Het bovenste kroonkafje is evenlang of iets korter dan het onderste. De bloem heeft drie meeldraden met 0,5-0,7 mm lange helmknoppen.
De vrucht is een elliptische, 0,9-1,2 mm lange en 0,4-0,5 mm brede graanvrucht.

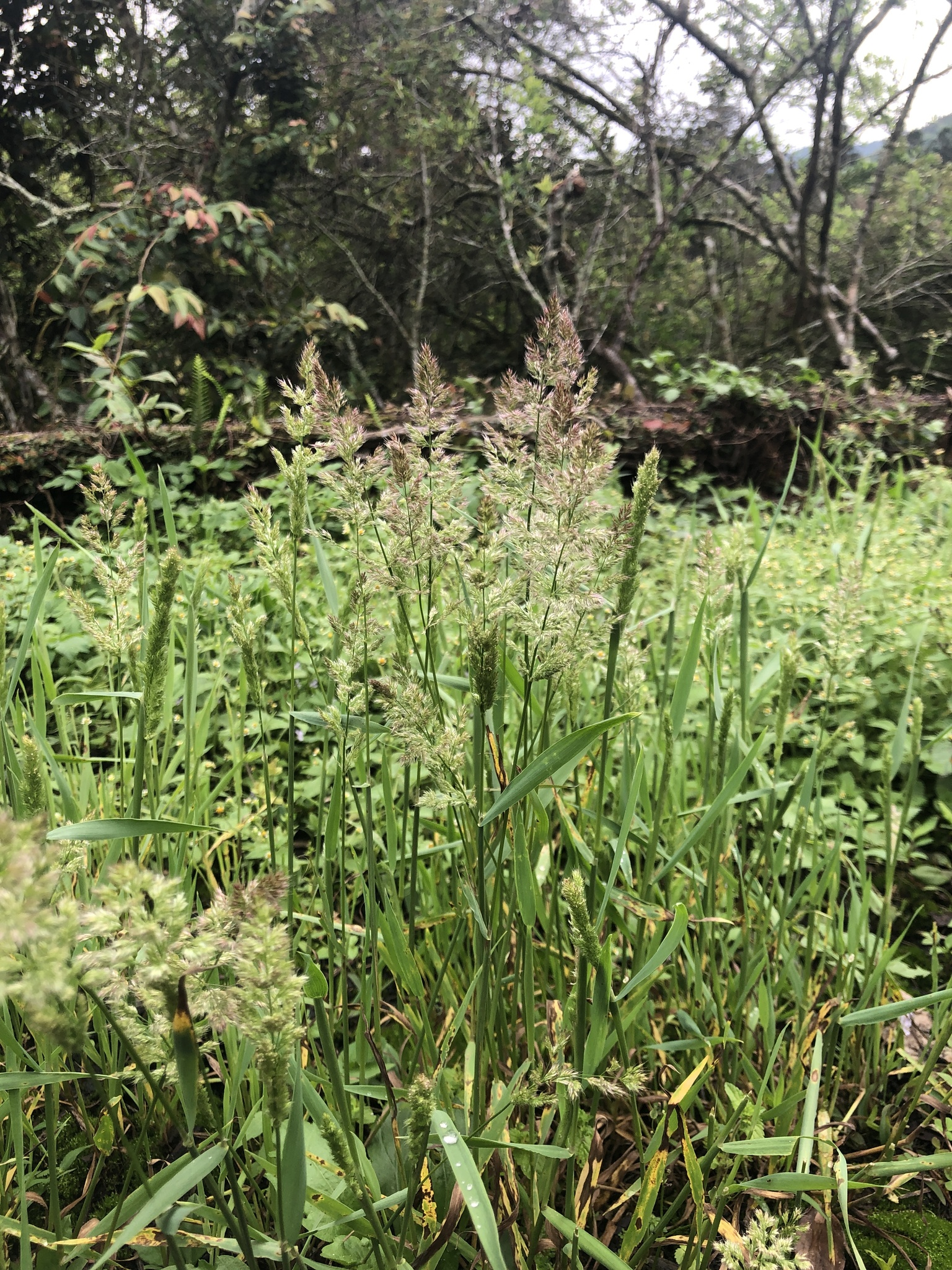
Planten
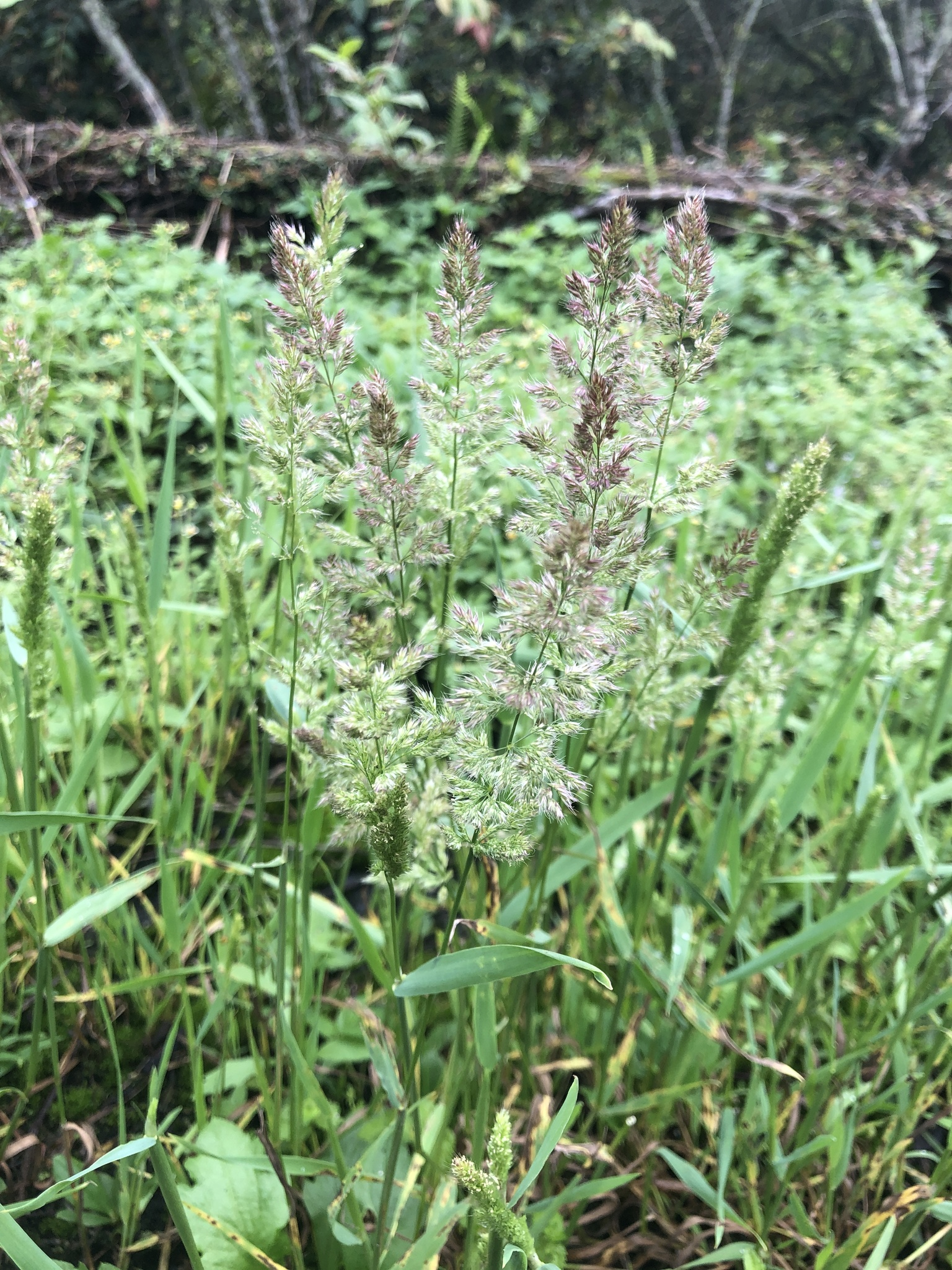
Bloeiwijze
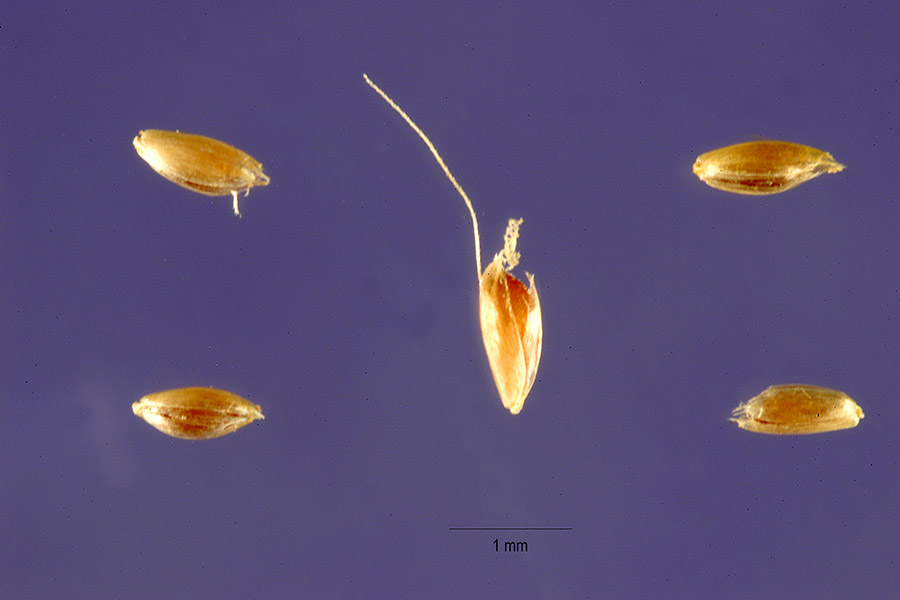
Graanvruchten